# HD79289
HD79289 — хімічно пекулярна зоря спектрального класу A0, що має видиму зоряну величину в смузі V приблизно  8,6.
Вона  розташована на відстані близько 926,6 світлових років від Сонця.